# Гзув
Гзув (пол. Gzów) — село в Польщі, у гміні Слупія Скерневицького повіту Лодзинського воєводства.
Населення — 355 осіб (2011).
У 1975-1998 роках село належало до Скерневицького воєводства.

## Демографія
Демографічна структура станом на 31 березня 2011 року:
|          | Загалом | Допрацездатний вік | Працездатний вік | Постпрацездатний вік |
| -------- | ------- | ------------------ | ---------------- | -------------------- |
| Чоловіки | 176     | 42                 | 110              | 24                   |
| Жінки    | 179     | 33                 | 95               | 51                   |
| Разом    | 355     | 75                 | 205              | 75                   |